# Ano dos quatro imperadores
Na história romana, o ano dos quatro imperadores refere-se ao período aproximado de um ano, entre 68 e 69 no qual quatro homens sucederam-se como imperadores romanos.
Em 68, após o suicídio do imperador Nero, seguiu-se um breve período de guerra civil (a primeira guerra civil romana desde a morte de Marco António em 31 a.C.). Entre junho de 68 e dezembro de 69, Roma testemunhou a ascensão e queda de Galba, Otão e Vitélio e a ascensão final de Vespasiano, fundador da dinastia flaviana. Este período de guerra civil tornou-se emblemático pelos distúrbios políticos cíclicos na história do Império Romano. O caos político e militar criado por esta guerra civil teve sérias implicações, como o rebentamento da Revolta dos Batavos.

## Sucessão

### Nero

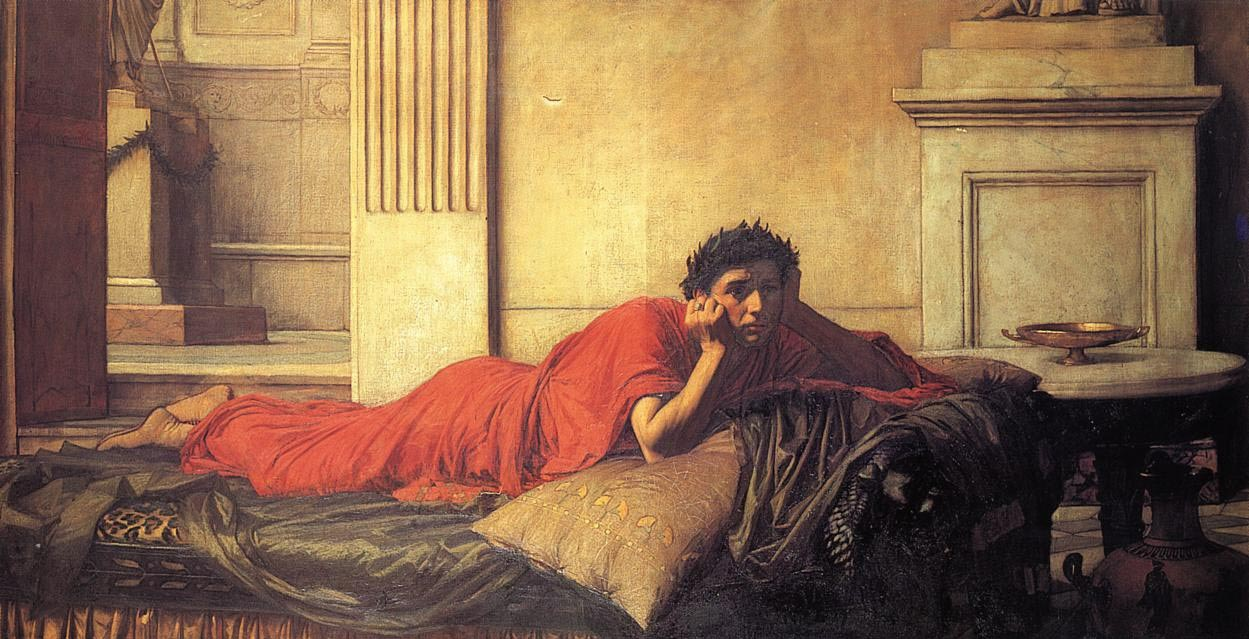
Remorso de Nero
Por John William Waterhouse, 1878

O último ano do reinado de Nero pode ser caracterizado por um clima de terror e medo. Roma e o senado foram submetidos ao poder do imperador e sofriam devido à sua paranoia. Em abril de 68, o príncipe aquitaniano romanizado e senador Caio Júlio Víndice, governador da Gália Lugdunense, iniciou uma rebelião, com o objetivo de substituir Nero por Galba, governador da Hispânia Tarraconense. Galba aceitou a proposta e imediatamente marchou para Roma.
A revolta na Gália se revelou um grande desastre. As legiões da Germânia marcharam ao encontro de Víndice e confrontaram-no como um traidor. Liderados por Lúcio Virgínio Rufo, o exército do Reno derrotou Víndice na batalha e o matou, esperando uma recompensa do império. De qualquer modo, em junho, o senado tomou a iniciativa de se livrar de Nero, declarando-o persona non grata. Galba foi reconhecido como o novo imperador e aclamado na cidade, com suas legiões. Nero se suicidou.

### Galba

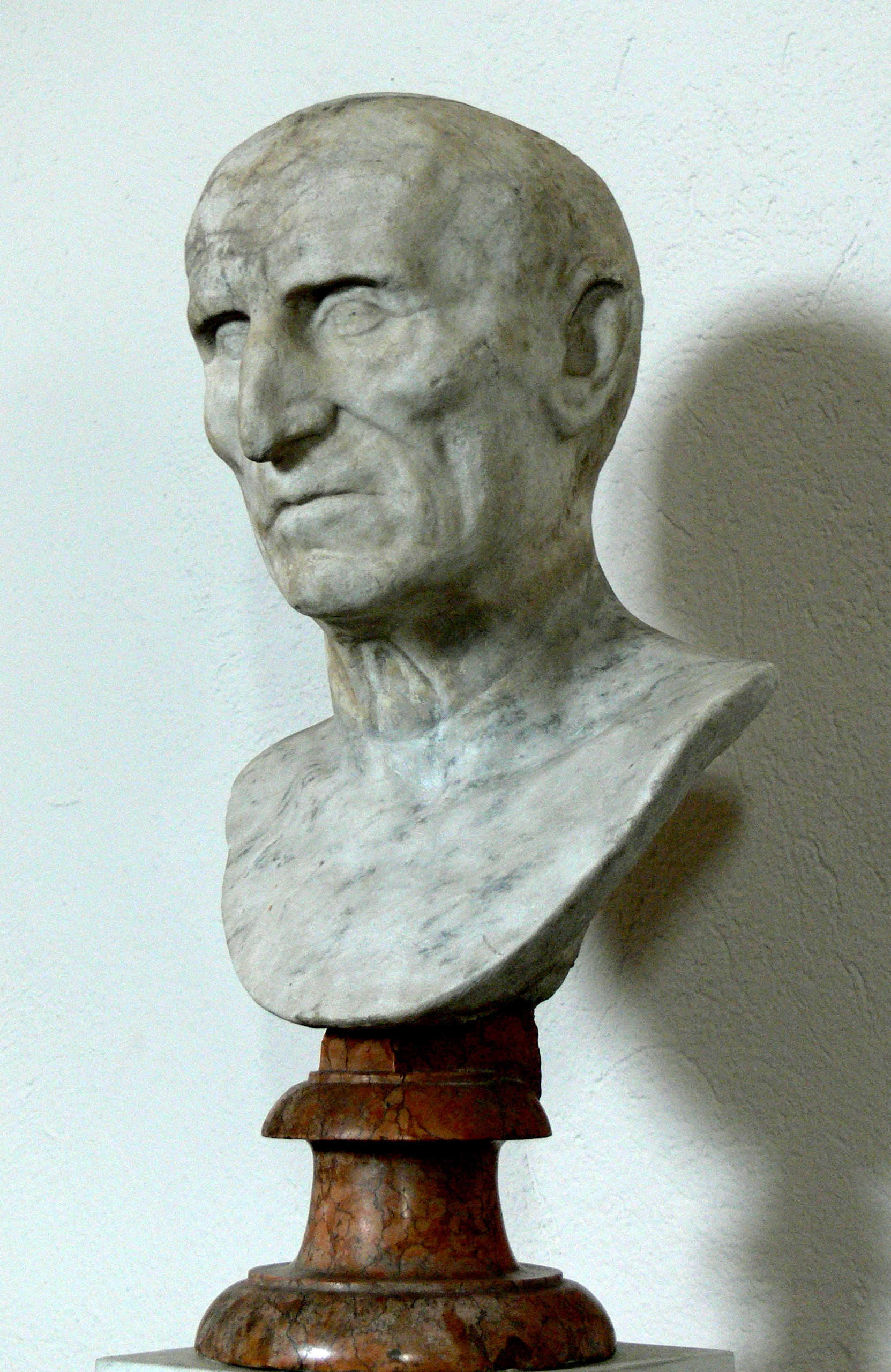
Galba
Busto no Antigo Museu do Palácio Real de Estocolmo

Essa virada dos eventos deu às legiões germânicas não a recompensa, mas sim acusações de terem obstruído a ascensão de Galba ao trono. O seu comandante, Rufo, foi imediatamente substituído pelo novo imperador. Vitélio foi nomeado governador da Germânia Inferior. A perda de confiança na lealdade germânica levou a dispensa dos guarda-costas imperiais batavos. Enquanto o resto do império celebrava a morte de Nero, a Germânia explodia em rebelião.
Galba não continuou popular por muito tempo. Na sua marcha para Roma, ou ele destruía ou tomava multas enormes das cidades que não aceitavam sua autoridade imediatamente. Em Roma, Galba cancelou todas as reformas de Nero, incluindo benefícios para muitas pessoas importantes. Como seu predecessor, Galba tinha um medo irracional de conspirações e executou vários senadores e militares sem julgamento. O exército também não estava feliz. Depois de sua chegada segura em Roma, Galba se recusou a pagar a quantia prometida a soldados que o apoiassem. Para completar, no início do ano civil de 69 em 1º de janeiro, as legiões da Germânia Inferior se recusaram a jurar aliança e obediência ao novo imperador. No dia seguinte, as legiões aclamaram Vitélio, seu governador, como imperador.
Ao saber das notícias da perda das legiões do Reno, Galba entrou em pânico. Ele adotou um jovem senador, Lúcio Calpúrnio Pisão Liciniano, como seu sucessor. Fazendo isso, ele ofendeu muita gente, principalmente Otão, um homem influente e ambicioso que desejava o trono para ele mesmo. Otão subornou a guarda pretoriana, que já estava infeliz com o imperador, para que esta passasse para o seu lado. Quando Galba soube do golpe, ele foi às ruas numa tentativa de normalizar a situação. Acabou se revelando um erro, pois não conseguiu convencer ninguém. Pouco depois, ele foi morto pela guarda pretoriana no Fórum.
Legiões de Galba: VI Victrix, I Macriana liberatrix, I Adiutrix, III Augusta e VII Gemina (Vitoriosa, Libertadores de Macer, Auxiliar, Augusta e Gêmea, respectivamente).

### Otão

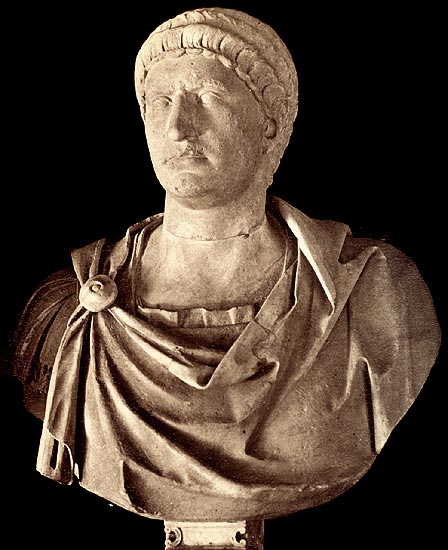
Busto do imperador Otão

Otão foi reconhecido imperador pelo senado nesse mesmo dia. O novo imperador foi saudado com alívio. Apesar de ser ambicioso e ganancioso, Otão não tinha um passado de tirania ou crueldade e era esperado como um governante justo. Problema, de qualquer forma, na forma de Vitélio, estava marchando para a Itália a partir da Germânia.
Vitélio tinha a seu favor as melhores legiões de elite do império, compostas de veteranos das Guerras Germânicas, como as legiões I Germânica e XXI Rapax. Isso se revelaria ser o seu melhor argumento para ganhar o poder. Otão não estava a fim de começar outra guerra civil e mandou emissários para propor paz e convidou Vitélio para ser seu genro. Era tarde demais para racionalizar; Os generais de Vitélio já haviam mandado metade de seu exército para a Itália. Depois de uma série de enfrentamentos menores, como a vitória na Batalha de Locus Castrorum, Otão foi derrotado na Primeira Batalha de Bedríaco. Em vez de fugir e tentar um contra-ataque, Otão decidiu pôr um fim ao caos e se suicidou. Ele tinha sido imperador pouco mais de três meses.
Legiões de Otão: XIII Gemina ("Gêmea") e I Adiutrix ("Auxiliar").

### Vitélio

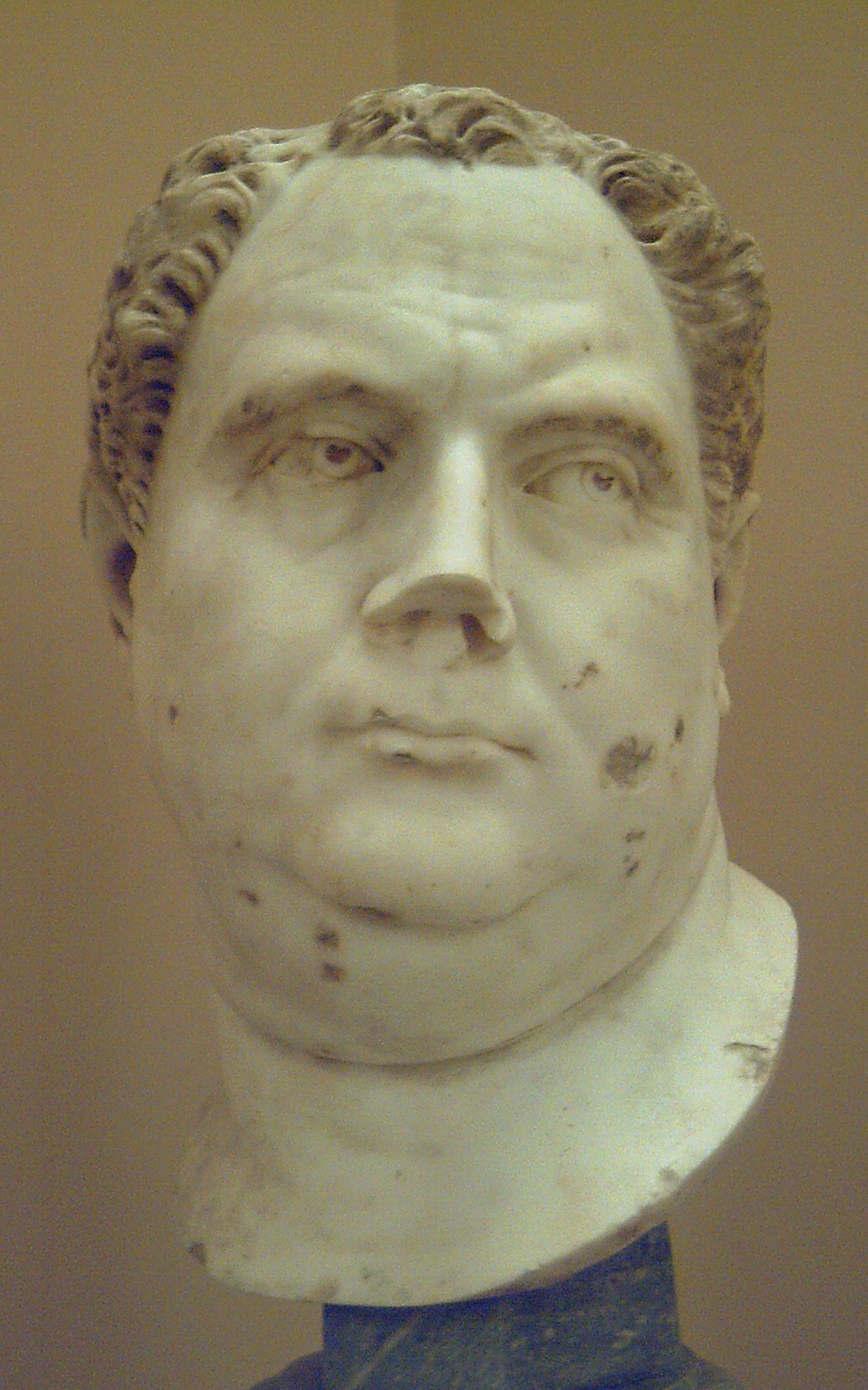
Vitélio
Busto na Real Academia de Belas-Artes de São Fernando, baseado em original nos Museus Capitolinos

Com a notícia do suicídio de Otão, Vitélio foi reconhecido como imperador pelo senado. Com o reconhecimento garantido, Vitélio foi para Roma. O início de seu império não foi um bom presságio. A cidade ficou muito cética quando Vitélio escolheu o aniversário da Batalha do Ália (um dia de má sorte para a mente supersticiosa romana) para tomar posse do cargo de pontífice máximo (pontifex maximus).
Eventos posteriores provariam a veracidade das suspeitas dos romanos. Com o trono seguro, Vitélio começou uma série de banquetes (Suetónio refere-se a três por dia: manhã, tarde e noite) e paradas triunfais que levaram o tesouro imperial à falência. Dívidas rapidamente apareceram e os credores começaram a cobrar o pagamento. Vitélio mostrou sua natureza violenta ao mandar torturar e executar aqueles que ousassem fazer tais exigências. Com as finanças em estado de calamidade, Vitélio tomou a iniciativa de matar os cidadãos que o nomeavam herdeiro, e os possíveis co-herdeiros. Para completar, ele perseguiu cada rival possível, convidando-os para o palácio com promessas de poder, apenas para matá-los.
Enquanto isso, as legiões sediadas nas províncias do Oriente Médio, Síria e Judeia tinham aclamado Vespasiano como seu imperador. Vespasiano tinha recebido um comando especial na Judeia de Nero em 67 com a tarefa de acabar com a rebelião judaica. Ele ganhou o apoio do governador da Síria, Caio Licínio Muciano, e uma grande força advinda das legiões da Síria e da Judeia marcharam para Roma sob o comando de Muciano. Vespasiano viajou para Alexandria, onde foi aclamado imperador, ganhando controle do suprimento vital de cereais do Egito. O filho dele, Tito permaneceu na Judeia para lidar com a rebelião judaica. Antes que as legiões do leste chegassem a Roma, as legiões danubianas das províncias Récia e Mésia passaram a considerar Vespasiano imperador, e, liderados por Marco Antônio Primo, primeiro invadiram a península Itálica. Em outubro, as forças lideradas por Primo esmagaram o exército de Vitélio na Segunda Batalha de Bedríaco.
Cercado de inimigos, Vitélio tentou um último lance para reconquistar a cidade, distribuindo subornos e promessas onde fosse necessário. Ele tentou juntar à força várias tribos aliadas, como os Batavos, apenas para ser refutado. O exército do Danúbio estava agora muito próximo de Roma. Percebendo a ameaça iminente, Vitélio fez uma última tentativa de ganhar tempo e mandou emissários, acompanhados pelas virgens vestais, para negociar a trégua e começar negociações de paz. No dia seguinte, mensageiros chegaram com a notícia de que o inimigo estava nos portões da cidade. Vitélio se escondeu e se preparou para fugir, mas decidiu visitar o palácio uma última vez. Lá ele foi preso pelos homens de Vespasiano e morto.

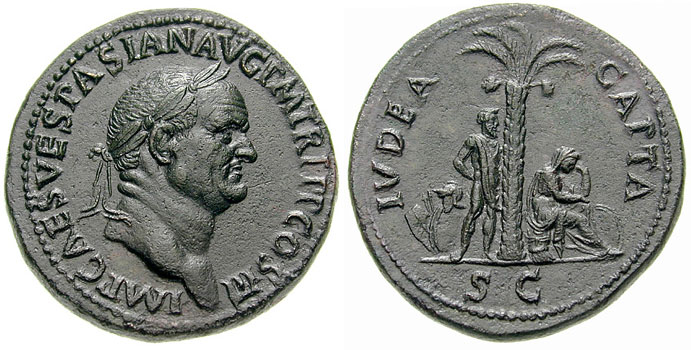
Denário com efígie de Vespasiano. Comemorativo da sua vitória na Judeia.

O senado reconheceu Vespasiano como imperador no dia seguinte. Era o dia 21 de dezembro de 69, o ano havia começado com Galba no trono.
Legiões de Vitélio: I Germanica ("Germânica"), V Alaudae ("Cotovias"), I Italica ("Itálica"), XV Primigenia ("Afortunada), I Macriana Liberatrix ("Libertadores de Macer"), III Augusta ("Augusta"), XXI Rapax ("Predadora").

### Vespasiano
Vespasiano não encontrou nenhuma ameaça direta ao seu poder imperial depois da morte de Vitélio. Ele se tornou o fundador da dinastia flaviana que sucedeu os júlio-claudianos e morreu de causas naturais como imperador em 79 com as famosas palavras "Querido, devo estar me tornando um deus…".
A situação era, entretanto, longe de ser pacífica. A Revolta dos Batavos estava apenas começando.

## Cronologia

### 68
- Abril – Galba, governador da Hispânia Tarraconense, e Caio Júlio Víndice, governador da Gália Lugdunense, revoltam-se contra Nero;
- Maio – As legiões do Reno, lideradas por Vergínio Rufo, vencem e matam Víndice na Gália;
- Junho – Nero é declarado inimigo público pelo senado e comete suicídio; no mesmo dia, Galba é reconhecido imperador;
- Novembro – Vitélio é nomeado governador da Germânia Inferior.

### 69
- 1 de janeiro – As legiões do Reno negam jurar lealdade a Galba;
- 2 de janeiro – Vitélio é aclamado imperador pelas tropas do Reno;
- 15 de janeiro – Galba é morto pela guarda pretoriana; no mesmo dia, o senado reconhece Otão imperador;
- 14 de abril – Vitélio derrota Otão;
- 16 de abril – Otão comete suicídio; Vitélio é reconhecido imperador;
- 1 de julho – Vespasiano, comandante do exército romano na Judeia, é proclamado imperador;
- Agosto – As legiões do Danúbio anunciam apoio a Vespasiano (na Síria) e invadem a Itália em setembro com esse intuito;
- Outubro – O exército danubiano derrota Vitélio e Vespasiano ocupa o Egito;
- 20 de dezembro – Vitélio é morto por soldados no palácio imperial;
- 21 de dezembro – Vespasiano é reconhecido imperador.

## Cônsules
Quinze pessoas foram cônsules no conturbado ano de 69:
- Até 15 de janeiro, Galba, em seu segundo consulado, um de seus principais aliados, Tito Vínio;
- Entre 15 de janeiro e 28 de fevereiro, Otão e seu irmão, também em seu segundo consulado, Lúcio Sálvio Otão Ticiano;
- Em março, Lúcio Vergínio Rufo (2º consulado) e Lúcio Pompeu Vopisco;
- De abril a junho, Cneu Aruleno Célio Sabino e o irmão de Vespasiano, Tito Flávio Sabino;
- De julho a agosto, Cneu Árrio Antonino e Aulo Mário Celso;
- De setembro a outubro, Fábio Valente e Aulo Cecina Alieno. No dia 31 (apenas), Rósio Régulo substituiu Alieno;
- De novembro a dezembro, Cneu Cecílio Simplex e Caio Quíncio Ático.